# 프린스에드워드아일랜드주의 기

프린스에드워드아일랜드 주의 기

프린스에드워드아일랜드 주 총독의 기

프린스에드워드아일랜드 주의 기는 프린스에드워드아일랜드주의 깃발이다. 상단부에는 사자 문양이 있으며, 하단부에는 왕자, 왕, 여왕을 상징하는 작은 나무 3개와, 영국을 상징하는 큰 나무 1개가 그려져 있다.